# Yoon Jong-bin
Yoon Jong-bin (윤종빈; nascut el 20 de desembre de 1979) és un [[director de cinema] sud-coreà.

## Carrera
La pel·lícula de graduació de la tesi de la Universitat de Chung-Ang de Yoon Jong-bin va ser The Unforgiven, que va retratar els codis masculins de l'exèrcit coreà amb honestedat i sensibilitat. I malgrat els seus avantatges a causa de les limitacions tècniques i un pressupost baix, la pel·lícula va ser un èxit rotund al Festival Internacional de Cinema de Busan de 2005 i va guanyar diversos premis, inclòs el NETPAC. Va viatjar a diversos festivals, guanyant premis i elogis de la crítica internacional.
El seu esforç de segon any Beastie Boys (també conegut com La llum de la lluna de Seül) va mostrar una altra cara dels homes: la prostitució masculina que dóna servei a clients femenins en salons amagats als rics districtes de moda del sud de Seül.
A la seva tercera pel·lícula Nameless Gangster: Rules of the Time, Yoon va abordar la corrupció entre fiscals i agents de duanes i la seva connivència amb la màfia a Busan dels anys 1980 i 1990. A diferència de les seves dues primeres pel·lícules, la saga de gàngsters de Yoon va ser popular a la taquilla i es va convertir en un dels èxits nacionals més grans del 2012.
Yoon va explorar encara més els temes de la injustícia i la violència a la seva quarta pel·lícula Kundo: Age of the Rampant, una història de bandolers Joseon del segle XIX que van fer la guerra contra la noblesa i els funcionaris corruptes del govern. Quan se li va preguntar d'on es va inspirar, Yoon va respondre: "Vaig aprofitar pel·lícules que m'agradaven de petit. En lloc de fer una pel·lícula intel·lectual, volia que els cors s'acceleressin." En no donar al protagonista "característiques semblants a un heroi", Yoon va dir que volia dir a través de la pel·lícula que "no són les persones especials o amb talent, sinó gent molt normal qui pot canviar el món, especialment quan es reuneix en massa."
Yoon ha treballat amb Ha Jung-woo, un amic íntim i company de la Universitat Chung-Ang en els seus quatre aspectes.

## Filmografia

### Llargmetratges
| Any  | Pel·lícula                           | Acreditat com | Acreditat com | Acreditat com | Acreditat com |
| Any  | Pel·lícula                           | Director      | Guionista     | Productor     | Actor         |
| ---- | ------------------------------------ | ------------- | ------------- | ------------- | ------------- |
| 2004 | Identification of a Man              | Sí            | Sí            | No            | No            |
| 2005 | The Unforgiven                       | Sí            | Sí            | Sí            | Sí            |
| 2008 | The Moonlight of Seoul               | Sí            | Sí            | No            | No            |
| 2008 | Nowhere to Turn                      | No            | No            | No            | Sí            |
| 2012 | Nameless Gangster: Rules of the Time | Sí            | Sí            | No            | Sí            |
| 2013 | The Berlin File                      | No            | No            | No            | Sí            |
| 2014 | Kundo: Age of the Rampant            | Sí            | Sí            | Sí            | No            |
| 2015 | A Violent Prosecutor                 | No            | No            | Sí            | No            |
| 2016 | A Quiet Dream                        | No            | No            | No            | Sí            |
| 2018 | The Spy Gone North                   | Sí            | Sí            | No            | No            |
| 2019 | Money                                | No            | No            | Sí            | No            |
| 2020 | The Closet                           | No            | No            | Sí            | No            |

### Televisió
| Any  | Títol        | Acreditat com | Acreditat com | Acreditat com | Notes                     |
| Any  | Títol        | Director      | Guionista     | Productor     | Notes                     |
| ---- | ------------ | ------------- | ------------- | ------------- | ------------------------- |
| 2022 | Narco-Saints | Sí            | Sí            | No            | Sèrie original de Netflix |

## Repartiment recurrent
| Any  | ActorWork                            | Cho Jin-woong | Ha Jung-woo | Hwang Jung-min | Lee Sung-min | Ma Dong-seok |
| ---- | ------------------------------------ | ------------- | ----------- | -------------- | ------------ | ------------ |
| 2004 | Identification of a Man              |               |             |                |              |              |
| 2005 | The Unforgiven                       |               | 1           |                |              |              |
| 2008 | The Moonlight of Seoul               |               | 1           |                |              | 1            |
| 2012 | Nameless Gangster: Rules of the Time | 1             | 1           |                |              | 1            |
| 2014 | Kundo: Age of the Rampant            | 1             | 1           |                | 1            | 1            |
| 2015 | A Violent Prosecutor                 |               |             | 1              | 1            |              |
| 2018 | The Spy Gone North                   | 1             |             | 1              | 1            |              |
| 2019 | Money                                |               |             |                |              |              |
| 2020 | The Closet                           |               | 1           |                |              |              |
| 2022 | Narco-Saints                         |               | 1           | 1              |              |              |

## Premis i nominacions
| Cerimònia de premi                                  | Any  | Categoria                                               | Nominat / Treball  | Resultat  | Ref.          |
| --------------------------------------------------- | ---- | ------------------------------------------------------- | ------------------ | --------- | ------------- |
| Premis Creatius de l'Acadèmia Asiàtica              | 2023 | Millor direcció - Ficció (Guanyadors nacionals - Corea) | Narco-Saints       | Guanyador | [ 11 ] [ 12 ] |
| Baeksang Arts Awards                                | 2018 | Millor pel·lícula                                       | The Spy Gone North | Guanyador | [ 13 ]        |
| Baeksang Arts Awards                                | 2018 | Millor director - pel·lícula]]                          | The Spy Gone North | Nominat   | [ 13 ]        |
| Baeksang Arts Awards                                | 2018 | Millor guió – pel·lícula                                | The Spy Gone North | Nominat   | [ 13 ]        |
| Blue Dragon Film Awards                             | 2018 | Millor pel·lícula                                       | The Spy Gone North | Nominat   | [ 14 ]        |
| Blue Dragon Film Awards                             | 2018 | Millor director                                         | The Spy Gone North | Guanyador | [ 14 ]        |
| Blue Dragon Film Awards                             | 2018 | Millor guió                                             | The Spy Gone North | Nominat   | [ 14 ]        |
| Buil Film Awards                                    | 2018 | Millor pel·lícula                                       | The Spy Gone North | Guanyador | [ 15 ] [ 16 ] |
| Buil Film Awards                                    | 2018 | Millor director                                         | The Spy Gone North | Nominat   | [ 15 ] [ 16 ] |
| Buil Film Awards                                    | 2018 | Millor guió                                             | The Spy Gone North | Guanyador | [ 15 ] [ 16 ] |
| Director's Cut Awards                               | 2023 | Millor director a televisió                             | Narco-Saints       | Guanyador | [ 17 ]        |
| Director's Cut Awards                               | 2023 | Millor guió                                             | Narco-Saints       | Guanyador | [ 17 ]        |
| Grand Bell Awards                                   | 2018 | Millor pel·lícula                                       | The Spy Gone North | Nominat   | [ 18 ] [ 19 ] |
| Grand Bell Awards                                   | 2018 | Millor director                                         | The Spy Gone North | Nominat   | [ 18 ] [ 19 ] |
| Grand Bell Awards                                   | 2018 | Millor guió                                             | The Spy Gone North | Nominat   | [ 18 ] [ 19 ] |
| Grand Bell Awards                                   | 2018 | Millor planificació                                     | The Spy Gone North | Nominat   | [ 18 ] [ 19 ] |
| Premis de l'Associació Coreana de Crítics de Cinema | 2018 | Top 11 Films                                            | The Spy Gone North | Guanyador | [ 20 ]        |
| Premis de l'Associació Coreana de Crítics de Cinema | 2018 | Millor director                                         | The Spy Gone North | Guanyador | [ 20 ]        |
| Premis a la Millor Estrella de Corea                | 2018 | Premi Director                                          | The Spy Gone North | Guanyador | [ 21 ]        |
| Premis de Cultura i Entreteniment de Corea          | 2018 | Millor pel·lícula                                       | The Spy Gone North | Guanyador | [ 22 ] [ 23 ] |
| Premis de Cultura i Entreteniment de Corea          | 2018 | Millor director                                         | The Spy Gone North | Guanyador | [ 22 ] [ 23 ] |
| KOFRA Film Awards                                   | 2018 | Millor pel·lícula                                       | The Spy Gone North | Guanyador | [ 24 ]        |
| The Seoul Awards                                    | 2018 | Millor pel·lícula                                       | The Spy Gone North | Guanyador | [ 25 ] [ 26 ] |